# Gianfranco Bianchi
Gianfranco Bianchi (Como, 27 settembre 1915 – Milano, 27 ottobre 1992) è stato un giornalista, storico e partigiano italiano.

## Biografia
Dopo gli studi a Como e a Milano iniziò prima della Seconda guerra mondiale l'attività giornalistica a Como. Partecipò alla Resistenza tra i partigiani d'ispirazione cattolica, alternando la sua presenza in Italia a periodi trascorsi in Svizzera, per sfuggire ai nazisti ed ai repubblichini. Dopo la Liberazione scrisse su giornali e riviste d'ispirazione cattolica, fino ad arrivare prima alla direzione del quotidiano varesino La Prealpina e quella de Il Gazzettino di Venezia poi.
Fu docente di Storia contemporanea e di Storia del giornalismo presso l'Università Cattolica del Sacro Cuore di Milano, e di storia dei trattati presso l'Università degli Studi di Trieste, occupandosi dei problemi alle frontiere orientali dell'Italia.
Le sue opere storiche sono dedicate alla storia del Fascismo e alla Resistenza.
Venne sepolto al Cimitero Maggiore di Milano, ove i suoi resti esumati sono conservati in celletta.

## Opere
- 25 luglio, crollo di un regime, Collana Testimonianze, Milano, Mursia, 1963. - col titolo Come e perché cadde il fascismo. 25 luglio 1943: crollo di un regime, Mursia, 2003, ISBN 978-88-425-3144-9.
- Rivelazioni sul conflitto italo-etiopico, Milano, CEIS, 1967.
- Da Piazza San Sepolcro a Piazzale Loreto, Milano, Vita e Pensiero, 1978.
- Mussolini. Aprile '45: l'epilogo, con Fernando Mezzetti, Milano, Editoriale Nuova, 1979.
- Cristiani per la libertà. Dalla Resistenza alla costituzione, Milano 1987;
- Dall'Aventino all'Impero. Quando Mussolini aveva sempre ragione, Milano, Vita e Pensiero, 1990.